# Réservoir de la Paix des Braves
Das Réservoir de la Paix des Braves ist ein Stausee in der kanadischen Provinz Québec. Der Stausee war bis 2019 als Réservoir de l’Eastmain 1 bekannt.

## Lage
Der Stausee liegt am Rivière Eastmain und ist Bestandteil des Baie-James-Wasserkraftprojekts. Seine Wasserfläche beträgt 603 km², sein Wasserspiegel schwankt zwischen 274 und 283 m. Der dazugehörende Staudamm Barrage de l’Eastmain-1 hat eine Länge von 890 m und eine Höhe von 70 m. Wichtige Zuflüsse des Stausees sind der Rivière Eastmain sowie eine Ableitung der Flüsse Rivière Nemiscau, Rivière Lemare und Rivière Rupert.
Das im Jahr 2006 fertiggestellte Wasserkraftwerk Eastmain-1 besitzt drei Turbinen mit einer Gesamtleistung von 507 MW und liegt 14 km westlich des Damms. Das benachbarte Wasserkraftwerk Eastmain-1-A ist seit August 2011 in Betrieb. Es besitzt drei Francisturbinen mit vertikaler Achse, die zusammen 768 MW erzeugen.